# Troisième circonscription de Budapest
La troisième circonscription de Budapest est l'une des dix-huit circonscriptions électorales de la capitale hongroise. Elle a été créée lors du redécoupage électoral de 2011 puis est devenue effective lors des élections législatives hongroises de 2014.

## Description géographique et démographique
La circonscription regroupe l'ensemble du 12e arrondissement et une partie du 2e arrondissement de Budapest, le quartier d'Országút délimité par Szilágyi Erzsébet fasor, Csalogány utca, le Danube, Margit körút et l'extrémité sud des quartiers de Rózsadomb et Törökvész.
Selon le recensement de 2011, la circonscription compte 87 065 habitants dont 74 494 adultes (38 928 hommes et 48 137 femmes).

## Députés
Pour voir les députés et les résultats de la première circonscription entre 1990 et 2011, voir l'article sur les anciennes circonscriptions de Budapest.